# Listing
Listage

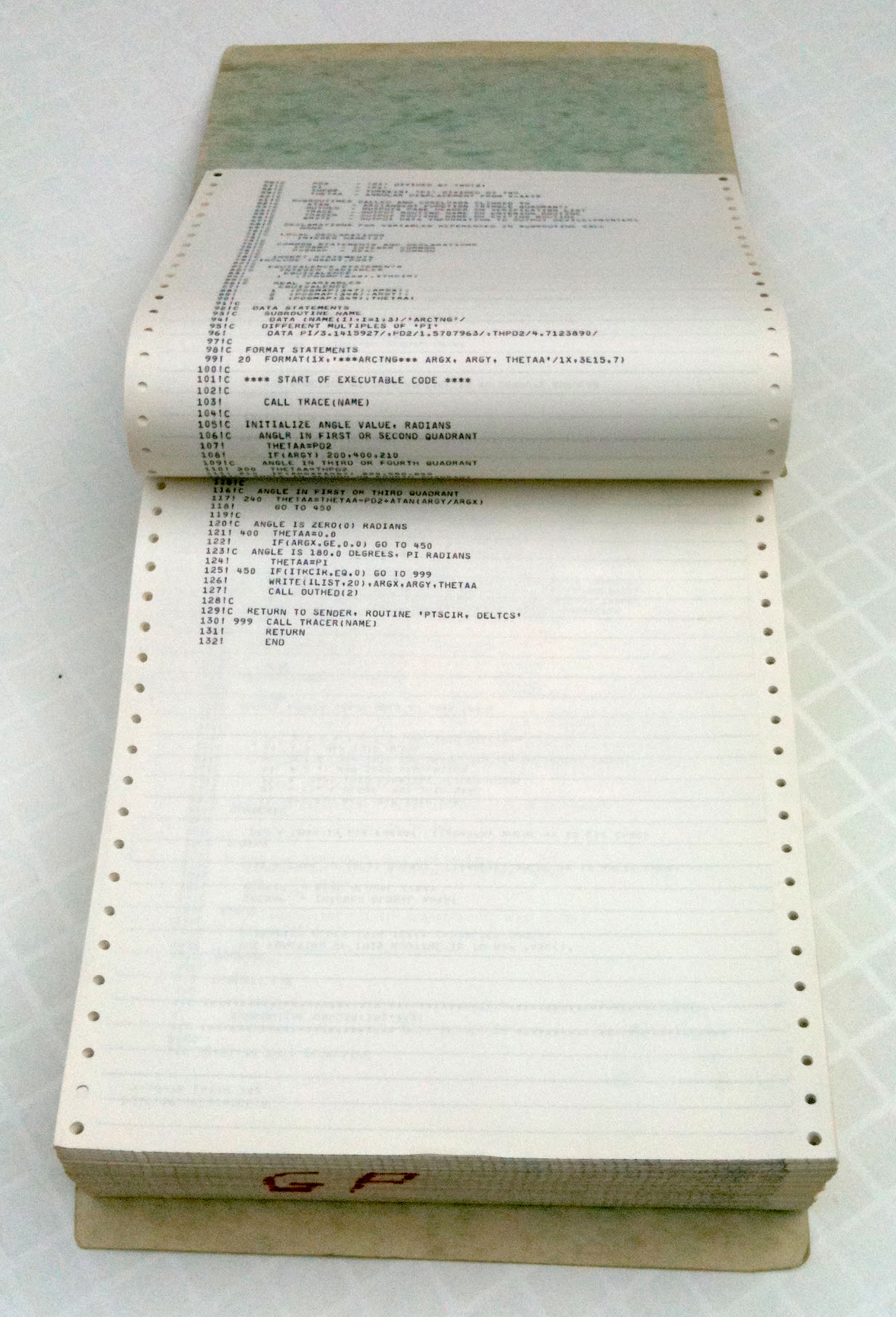
Le listage d'un long programme des années 1960 imprimé sur du papier à pliage paravent.

Un listage ou listing est un imprimé des lignes de codes d'un programme informatique ou d'un fichier de données dans un format lisible par un humain.

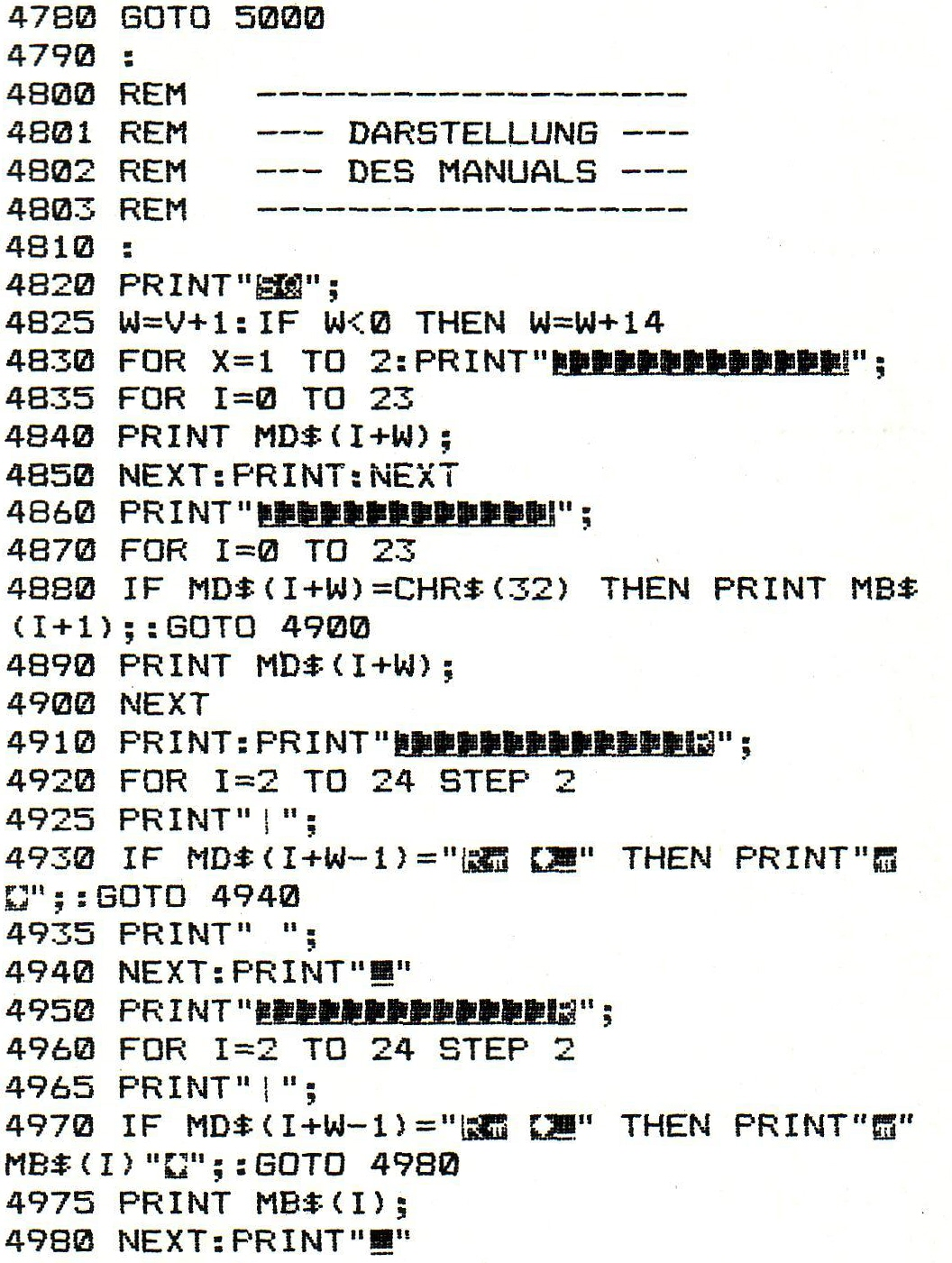
Listage d'une partie d'un programme écrit en BASIC.

Dans les années 1960 et 1970, les listages étaient utilisés par les programmeurs pour vérifier et corriger leurs programmes. Aujourd'hui, les programmeurs vérifient et corrigent leurs programmes en les affichant sur un écran. Les écrans d'aujourd'hui se prêtent bien à cet usage parce qu'ils sont plus grands et ont une meilleure qualité d'affichage que les écrans des années 1960 et 1970. Néanmoins, les listages n'ont pas disparu : on les retrouve encore aujourd'hui dans certains manuels de programmation.
Dans les années 1960 et 1970, les listages étaient aussi utilisés pour conserver des données, surtout pour le stockage des données de façon permanente ou pour certaines copies de sauvegarde, par exemple la sauvegarde des programmes en développement. Avec la diminution du coût des disques durs, le stockage des données a migré vers ce medium et le papier n'est utilisé que très rarement pour conserver les données des systèmes informatiques. De plus, les fichiers d'aujourd'hui sont beaucoup trop gros pour être conservés sur papier. Aussi, les supports magnétiques permettent de copier et transmettre les données beaucoup plus facilement et permettre de faire diverses recherches et indexations des données. Dans des environnements nécessitant un haut niveau de sécurité, on conserve encore parfois des données sur papier.

## Source
- (en) Cet article est partiellement ou en totalité issu de l’article de Wikipédia en anglais intitulé « Listing (computer) » (voir la liste des auteurs).